# Ornette at 12
Ornette at 12 è un album discografico del musicista jazz statunitense Ornette Coleman, pubblicato dalla Impulse! Records nel 1969. Anche se è generalmente classificato come un album in studio, è possibile udire chiaramente gli applausi del pubblico tra una traccia e l'altra. All'epoca il disco fece notizia anche per il coinvolgimento del figlio dodicenne di Coleman, Denardo Coleman, che suona la batteria sull'album.

## Tracce
- Tutti i brani sono opera di Ornette Coleman

1. C.O.D. - 7:25
2. Rainbows - 8:56
3. New York - 8:13
4. Bells and Chimes - 7:15

- Tracce registrate a New York City il 16 luglio 1968.

## Musicisti
- Ornette Coleman - sassofono contralto, tromba, violino
- Dewey Redman - sassofono tenore
- Charlie Haden - contrabbasso
- Denardo Coleman - batteria